# Dacus dissimilis
Dacus dissimilis är en tvåvingeart som beskrevs av Drew 1989. Dacus dissimilis ingår i släktet Dacus och familjen borrflugor. Inga underarter finns listade i Catalogue of Life.